# Roddino
Pour l’article ayant un titre homophone, voir Rodino.
Roddino est une commune italienne de la province de Coni, dans la région Piémont.

## Administration
| Période                                  | Période | Identité | Étiquette | Qualité |
| ---------------------------------------- | ------- | -------- | --------- | ------- |
|                                          |         |          |           |         |
| Les données manquantes sont à compléter. |         |          |           |         |

### Hameaux
Costepomo, San Lorenzo, Noé, Santa Maria, Pozzetti, Lopiano, Santa Margherita, Corini

### Communes limitrophes
Cerreto Langhe, Cissone, Dogliani, Monforte d'Alba, Serralunga d'Alba, Serravalle Langhe, Sinio